# Yūnagi (tàu khu trục Nhật) (1924)
Yūnagi (tiếng Nhật: 夕凪) là một tàu khu trục hạng nhất, thuộc lớp Kamikaze của Hải quân Đế quốc Nhật Bản bao gồm chín chiếc, được chế tạo sau khi Chiến tranh Thế giới thứ nhất kết thúc. Rất hiện đại vào lúc đó, những con tàu này đã phục vụ như những tàu khu trục hàng đầu trong những năm 1930, nhưng được xem là đã lạc hậu vào lúc Chiến tranh Thái Bình Dương nổ ra. Ngoài một vài trận chiến, Yūnagi hầu như chỉ sử dụng trong vai trò tuần tra và hộ tống cho đến khi bị tàu ngầm Mỹ đánh chìm ngày 22 tháng 8 năm 1944 cách 20 dặm Bắc Đông Bắc mũi Bojeador, Luzon thuộc Philippines.

## Thiết kế và chế tạo
Việc chế tạo lớp tàu khu trục cỡ lớn Kamikaze được chấp thuận như một phần của Chương trình phát triển Hạm đội 8-4 trong năm tài chính 1921–1923 dành cho Hải quân Đế quốc Nhật Bản. Thiết kế của chúng là sự tiếp nối của lớp Minekaze trước đó, vốn chia sẻ nhiều đặc tính thiết kế chung. Được chế tạo tại Xưởng hải quân Sasebo, Yūnagi được đặt lườn vào ngày 17 tháng 9 năm 1923, được hạ thủy vào ngày 23 tháng 4 năm 1924 và được đưa ra hoạt động vào ngày 24 tháng 5 năm 1925. Khi đưa vào hoạt động nó chỉ được gọi đơn giản là"Tàu khu trục số 17"(第十七号駆逐艦, Dai-17-Gō Kuchikukan) trước khi được đặt tên Yūnagi vào ngày 1 tháng 8 năm 1928.

## Lịch sử hoạt động
Vào lúc xảy ra cuộc tấn công Trân Châu Cảng, Yūnagi nằm trong thành phần Đội khu trục 6 của Hải đội Khu trục 29 trực thuộc Hạm đội 4 Hải quân Đế quốc Nhật Bản, đặt căn cứ tại Truk. Nó đã hỗ trợ cho lực lượng tấn công chiếm đóng quần đảo Gilbert từ ngày 8 đến ngày 10 tháng 12 năm 1941, rồi sau đó được phân công vào lực lượng chiếm đóng đảo Wake lần thứ hai vào ngày 23 tháng 12.
Từ tháng 1 đến tháng 3 năm 1942, Yūnagi hỗ trợ cho lực lượng Nhật Bản tiến hành chiếm đóng Rabaul, New Britain và Lae. Trong khi tuần tra ngoài khơi Lae vào ngày 10 tháng 3, nó bị hư hại trung bình bởi một cuộc không kích càn quét, và bị buộc phải quay về Xưởng hải quân Sasebo để sửa chữa vào tháng 4. Khi công việc sửa chữa hoàn tất, Yunagi hộ tống một đoàn tàu vận tải từ Moji thuộc Kyūshū quay trở lại Rabaul, ngang qua Philippines và Palau.
Yūnagi đã tham gia Trận chiến đảo Savo trong các ngày 8-9 tháng 8 năm 1942, đối đầu với tàu khu trục USS Jarvis trong chiến đấu, nhưng đã rút lui mà không bị thiệt hại. Nó trải qua giai đoạn từ tháng 8 năm 1942 đến tháng 3 năm 1943 tuần tra tại khu vực quần đảo Solomon và tại khu vực Trung tâm Thái Bình Dương.
Sau khi được tái trang bị tại Sasebo vào tháng 3 năm 1943, Yūnagi được phân về Hạm đội 8 Hải quân Đế quốc Nhật Bản, và quay trở về Rabaul vào tháng 6. Trong tháng 6 và tháng 7, nó thực hiện nhiều chuyến"Tốc hành Tokyo"vận chuyển binh lính đến Kolombangara, trợ giúp vào việc đánh chìm tàu khu trục USS Strong vào ngày 4 tháng 7, và tham gia trận Kolombangara vào ngày 12 tháng 7. Vào cuối tháng 7, đang khi ở lại Shortland, Yūnagi bị hư hại trung bình cho lườn tàu bởi một cuộc không kích của lực lượng Đồng Minh.
Vào ngày 2 tháng 10, Yūnagi giúp bảo vệ cho cuộc triệt thoái lực lượng Nhật Bản khỏi Kolombangara, và thực hiện nhiều chuyến"Tốc hành Tokyo"trong suốt khu vực quần đảo Solomon cho đến cuối năm. Vào tháng 1 năm 1944, Yūnagi quay trở về Sasebo để sửa chữa, rồi sau đó hộ tống các đoàn tàu chuyển binh lính đến Saipan trong tháng 3 và tháng 4. Vào tháng 5 năm, nó được phân về Đội khu trục 3 của Hải đội Khu trục 22 trực thuộc Hạm đội Khu vực Trung tâm Thái Bình Dương, thực hiện các nhiệm vụ hộ tống đoàn tàu vân tải tại khu vực Philippines cho đến tháng 6. Trong các ngày 19-20 tháng 6, Yūnagi hộ tống cho Lực lượng Tiếp liệu 1 hỗ trợ hạm đội của Đô đốc Ozawa Jisaburō trong Trận chiến biển Philippine. Sau đó, nó được phân công hộ tống đoàn tàu chở dầu từ Manila đi đến Quân khu Hải quân Kure.
Ngày 18 tháng 7 năm 1944 Yūnagi được bố trí lại trực thuộc Hạm đội Liên hợp. Từ ngày 10 đến ngày 18 tháng 8 năm 1944, nó hộ tống một đoàn tàu vận tải từ Moji đi ngang qua Mako về hướng Manila, nhưng được cho tách ra để hướng đến Cao Hùng thuộc Đài Loan trợ giúp chiếc Eiyō Maru bị hư hại. Trong chuyến đi quay về từ Cao Hùng đến Manila vào ngày 25 tháng 8 năm 1944, Yūnagi trúng phải ngư lôi phóng từ tàu ngầm Mỹ USS Picuda và bị chìm ở cách 32 km (20 dặm) về phía Bắc Đông Bắc mũi Bojeador thuộc Luzon ở tọa độ 18°46′B 120°46′Đ / 18,767°B 120,767°Đ, khiến 32 thành viên thủy thủ đoàn thiệt mạng và 19 người khác bị thương.
Yūnagi được rút khỏi danh sách Đăng bạ Hải quân vào ngày 6 tháng 10 năm 1944.

## Danh sách thuyền trưởng
- Thiếu tá Sadao Yamada (sĩ quan trang bị trưởng): 1 tháng 12 năm 1924 - 24 tháng 5 năm 1925
- Thiếu tá Sadao Yamada: 24 tháng 5 năm 1925 - 1 tháng 12 năm 1926
- Thiếu tá Tokuichi Kuga: 1 tháng 12 năm 1926 - 1 tháng 12 năm 1927
- Thiếu tá Ruitaro Fujita: 1 tháng 12 năm 1927 - 10 tháng 12 năm 1928
- Lực lượng dự bị: 10 tháng 12 năm 1928 - 1 tháng 11 năm 1929
- Thiếu tá Ichimatsu Takahashi: 1 tháng 11 năm 1929 - 1 tháng 12 năm 1931
- Trung tá Shunji Izaki: 1 tháng 12 năm 1931 - 15 tháng 9 năm 1932
- Thiếu tá Kaname Konishi: 15 tháng 9 năm 1932 - 15 tháng 3 năm 1933
- Thiếu tá Torajiro Sato: 15 tháng 3 năm 1933 - 1 tháng 4 năm 1933
- Lực lượng dự bị: 1 tháng 4 năm 1933 - 1 tháng 1 năm 1934
- Thiếu tá Tameichi Hara: 1 tháng 1 năm 1934 - 15 tháng 11 năm 1935
- Thiếu tá Wakihito Yamakuma: 15 tháng 11 năm 1935 - 1 tháng 12 năm 1936
- Thiếu tá Osako Higashi: 1 tháng 12 năm 1936 - 23 tháng 10 năm 1937
- Lực lượng dự bị: 23 tháng 10 năm 1937 - 1 tháng 6 năm 1938
- Thiếu tá Yasuatsu Suzuki: 1 tháng 6 năm 1938 - 10 tháng 11 năm 1938
- Lực lượng dự bị: 10 tháng 11 năm 1938 - 1 tháng 12 năm 1939
- Thiếu tá Tadamasa Tanaka: 1 tháng 12 năm 1939 - 25 tháng 9 năm 1940; chết do nguyên nhân tự nhiên, truy phong Trung tá
- Thiếu tá Masao Yamashita: 25 tháng 9 năm 1940  - 15 tháng 4 năm 1942; thăng Trung tá 15 tháng 10 năm 1941
- Thiếu tá Seiichi Okada: 15 tháng 4 năm 1942  - 23 tháng 5 năm 1943; thăng Thiếu tá 1 tháng 11 năm 1942
- Thiếu tá Masanori Kashima: 23 tháng 5 năm 1943 - 20 tháng 10 năm 1943
- Thiếu tá Tameo Furukawa: 20 tháng 10 năm 1943 - 5 tháng 11 năm 1943
- Thiếu tá Goro Iwabuchi: 5 tháng 11 năm 1943 - 25 tháng 8 năm 1944

### Sách
- Brown, David (1990). Warship Losses of World War Two. Naval Institute Press. ISBN 1-55750-914-X.
- D'Albas, Andrieu (1965). Death of a Navy: Japanese Naval Action in World War II. Devin-Adair Pub. ISBN 0-8159-5302-X.
- Dull, Paul S. (1978). A Battle History of the Imperial Japanese Navy, 1941-1945. Naval Institute Press. ISBN 0-87021-097-1.
- Howarth, Stephen (1983). The Fighting Ships of the Rising Sun: The Drama of the Imperial Japanese Navy, 1895–1945. Atheneum. ISBN 0689114028.
- Jentsura, Hansgeorg (1976). Warships of the Imperial Japanese Navy, 1869–1945. US Naval Institute Press. ISBN 087021893X.
- Kilpatrick, C. W. (1987). Naval Night Battles of the Solomons. Exposition Press. ISBN 0-682-40333-4.
- Morison, Samuel Eliot (1958). The Struggle for Guadalcanal, tháng 8 năm 1942 – tháng 2 năm 1943, vol. 5 of History of United States Naval Operations in World War II. Boston: Little, Brown and Company. ISBN 0-316-58305-7.
- Watts, Anthony J (1967). Japanese Warships of World War II. Doubleday. ASIN B000KEV3J8.
- Whitley, M J (2000). Destroyers of World War Two: An International Encyclopedia. London: Arms and Armour Press. ISBN 1854095218.